# サンデービッグプレゼント
『サンデービッグプレゼント』は、1972年4月2日から1973年3月25日までTBS系列局が編成していたTBS製作の単発特別番組枠である。
この項目では、1973年4月1日から同年9月30日まで同系列局が編成していた同枠の改題リニューアル版『日曜ゴールデンシリーズ』（にちようゴールデンシリーズ）についても触れる。

## 概要
放送番組は、プロ野球ナイター中継やプロボクシング中継などのスポーツ中継、洋画、単発のバラエティ番組が中心だった。さらに時代を反映し、ボウリング中継や1972年ミュンヘンオリンピック関連番組なども放送していた。

## 編成時間
いずれも日本標準時。
- 日曜 20:00 - 21:26 （1972年4月2日 - 1972年9月24日）
- 日曜 20:00 - 21:25 （1973年10月1日 - 1973年9月30日） - 『JNNフラッシュニュース』の放送枠拡大の影響で1分縮小。

## 放送番組一覧

### 1972年
- プロ野球中継 オールスターゲーム・第2戦（7月23日） - 19:00から放送。通常は19:00から放送の『決めろ!フィニッシュ』と19:30から放送の『アニメドキュメント ミュンヘンへの道』は、当日は休止になった。
- おたのしみ芸能人ペアボウリング（第1回）
- 女子プロボウリングワールド戦
- '72マスターズ・トーナメント
- 第1回東京音楽祭
- 芸能スペシャル 豪華花の忠臣蔵（コント）
- ダブルスボウリング・リングと土俵と女子プロと！（プロボクサーと力士が出演）
- 夕涼みうるとら寄席（正月特番『初笑いうるとら寄席』の夏版）
- 金メダルへのウルトラC・五輪日本選手団壮行送別会
- バレーボール五輪日本代表壮行試合
- どうする！角さん（7月に総理大臣に就任した田中角栄が出演）
- ブルーライト作戦・地下ミサイル基地爆破（アメリカ映画）
- ミュンヘン五輪・男子バレーボール決勝
- 歌の広場に集まれ！
- アパッチの怒り（アメリカ映画）
- クレオパトラ（アメリカ映画、10月1日と10月8日の2週連続放送）
- 日米プロボウリング選手権大会
- '72太平洋クラブマスターズゴルフトーナメント・総集編
- ドリームランド大作戦（ザ・ドリフターズが出演）
- オールスターボウリング賞金獲得大作戦
- さらばアフリカ（イタリアドキュメンタリー映画）
- 全日本体操選手権大会
- 速報！日本レコード大賞部門賞発表
- サムライ・殺し屋一匹狼（フランス映画、主演：アラン・ドロン）
- オールスター古賀メロディーを歌う
- マチャアキ・順・世界のクリスマス

### 1973年

#### サンデービッグプレゼント時代
- 殺しのライセンス・スプリウム原子力航空機（イタリア映画）
- 新・殺しのライセンス・秘密殺人光線（同上）
- さよならを私に（90分ドラマ）
- ずらり！ヤング勢揃い
- '73祭りだヨ！ドリフターズ
- バレンタインの復讐・夜の大統領アル・カポネ（アメリカ映画）
- 同棲時代（90分ドラマ）
- トム・ジョーンズ・イン・ジャパン
- 皆殺しの用心棒（イタリア映画）
- 沖縄だヨ！ドリフターズ
- '73世界フィギュアスケート選手権大会
- ポピュラーソングフェスティバル・オールスター戦後歌謡ヒットメロディ

#### 日曜ゴールデンシリーズ時代
- プロ野球中継
- 全米レコード大賞（グラミー賞中継）
- オールスター紅白そっくり大賞
- オールスターハットリメロディに挑戦！
- 第2回東京音楽祭
- サミー・デイヴィスJr.・イン・トーキョー
- 芸くらべ歌手劇大公開
- 七人の刑事（90分ドラマ）
- 日本レコード大賞新人賞全員集合！
- オールスター夏の女王コンテスト
- 太平洋ギラギラ大爆笑（豪華フェリー「さんふらわあ」でロケ）
- ザ・スペシャル（中国ドキュメンタリー）
- 夏といのち（最終回、脚本：橋田壽賀子、主演：山岡久乃）

参考：毎日新聞 ラジオ・テレビ欄